# Lagune Esperanza
La Lagune Esperanza, en Argentine, est un lac andin d'origine glaciaire situé à l'ouest de la province de Chubut, dans le département de Cushamen, en Patagonie. 

## Situation
La lagune Esperanza s'allonge d'ouest en est sur quelque 4,5 kilomètres. Elle est entièrement située au sein du parc national du lac Puelo.
Toute proche de la frontière chilienne et entourée de toutes parts de la dense forêt pluviale andino-patagonique, elle est dominée au nord comme au sud par des sommets enneigés, le plus élevé, le Cerro Aguja Sur (2230 mètres d'altitude), se trouvant au nord.

## Émissaire
Le río Alerzal, qui se jette en rive gauche dans le cours inférieur du río Turbio, peu avant que ce dernier ne débouche dans le lac Puelo. Long de quelque 13 km et fort abondant, le río Alerzal affiche une dénivellation de plus ou moins 230 mètres. Il forme sur son parcours de nombreux rapides.